# 1405
Пізнє Середньовіччя •  Відродження •  Реконкіста •  Ганза •  Столітня війна •  Велика схизма •  Монгольська імперія

## Геополітична ситуація
В османській державі триває період безвладдя і боротьби за владу між синами султана Баязида I Блискавичного. Імператором Візантії є Мануїл II Палеолог (до 1425), а королем Німеччини Рупрехт з родини Віттельсбахів. У Франції править Карл VI Божевільний (до 1422).
Апеннінський півострів розділений: північ належить Священній Римській імперії, середню частину займає Папська область, південь належить Неаполітанському королівству. Деякі міста півночі: Венеція, Флоренція, Генуя тощо, мають статус міст-республік. Триває боротьба гвельфів та гібелінів.
Майже весь Піренейський півострів займають християнські Кастилія і Леон, де править Енріке III (до 1406), Арагонське королівство, де править Мартін I Арагонський (до 1410), та Португалія, де королює Жуан I Великий (до 1433). Під владою маврів залишилися тільки землі на самому півдні.
Генріх IV є королем Англії (до 1413). У Кальмарській унії (Норвегії, Данії та Швеції) владу утримує Маргарита I Данська, офіційним королем є Ерік Померанський. В Угорщині править Сигізмунд I Люксембург (до 1437). Королем польсько-литовської держави є Владислав II Ягайло (до 1434). У Великому князівстві Литовському княжить Вітовт.
Частина руських земель перебуває під владою Золотої Орди. Галичина входить до складу Польщі. Волинь належить Великому князівству Литовському. У Києві княжить Андрій Іванович Гольшанський (до 1410). Московське князівство очолює Василь I.
Монгольська імперія займає більшу частину Азії, але вона розділена на окремі улуси. На заході євразійських степів править Золота Орда.
У Єгипті панують мамлюки, а Мариніди — у Магрибі. У Китаї править династії Мін. Значними державами Індостану є Делійський султанат, Бахмані, Віджаянагара. В Японії триває період Муроматі.
Цивілізація майя переживає посткласичний період. У долині Мехіко склалася цивілізація ацтеків. Почала зароджуватися цивілізація інків.

## Події
- Коломия отримала магдебурзьке право.
- У Франції Жан Безстрашний та Людовик Орлеанський посварилися на нараді.
- В Англії королівські сили придушили повстання, лідерів якого Томаса Мобрея та архієпископа Йоркського Річарда ле Скопа страчено.
- Французькі війська висадилися в Уельсі, але через нестачу провіанту повернулися без значної битви.
- Венеція захопила Верону та Падую.
- Вісконті та французький генерал Букіко уклали мир з Флоренцією, за яким Піза відійшла до Флоренції.
- Христина Пізанська написала Книгу про Град жіночий.
- Конрад Кіслер написав книгу Bellifortis про мистецтво фортифікації.
- Під час походу на Китай в Отрарі (поблизу сучасного Чимкента, Казахстан) у віці 69-и років помер Тимур (Тамерлан). Розпочалася боротьба за його спадщину між синами й онуками.
- Китайський правитель Чжу Ді вислав у море дослідницьку експедицію на чолі з євнухом Чжен Хе.
- На Філіппінах утворився султанат Сулу.

## Народились
- Костянтин XI Драгаш — останній імператор Візантійської імперії.
- Пій II — 210-й папа римський.

## Померли
- 18 лютого — Тимур, емір Самарканду.